# Многофункциональное проектирование

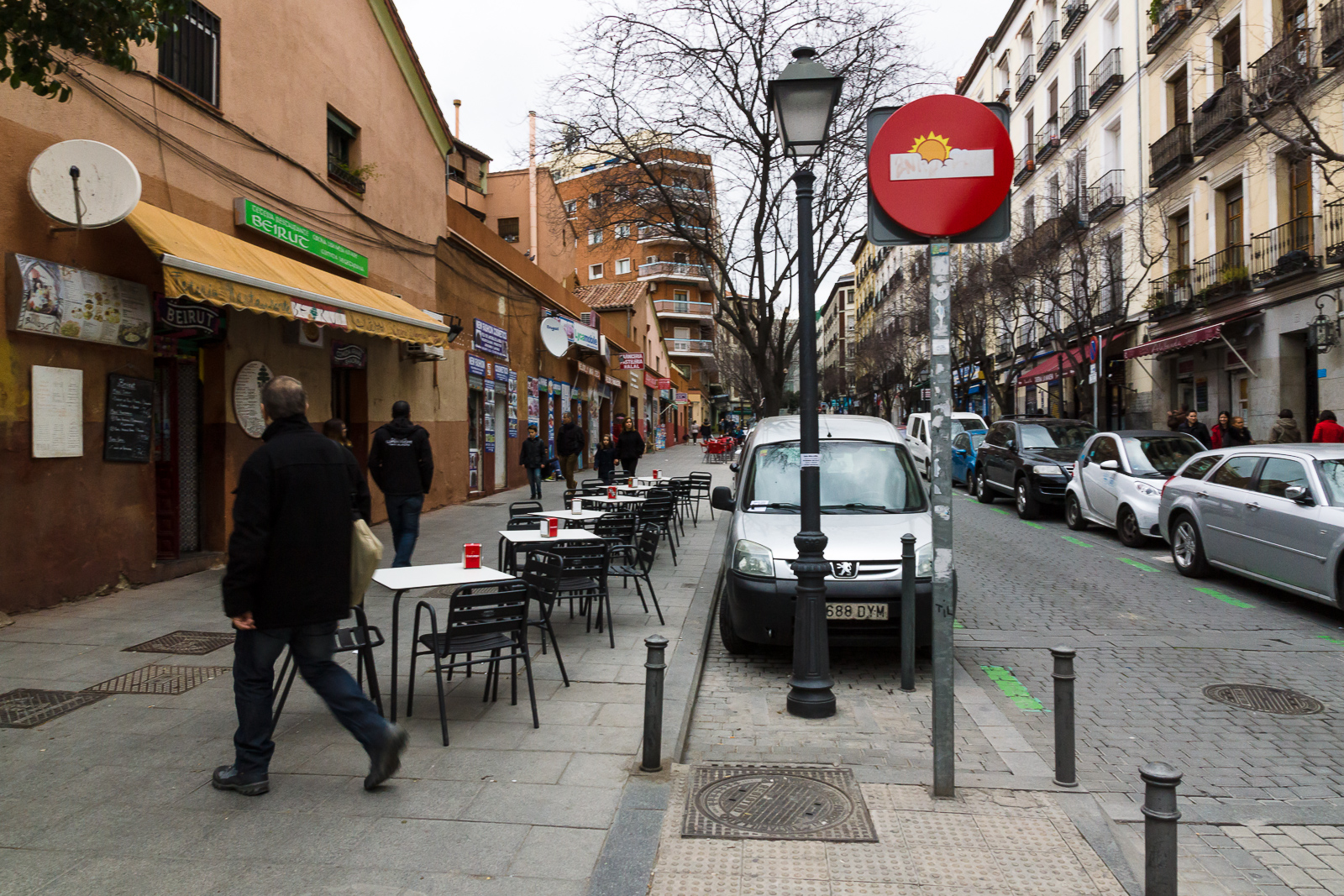
Улица Мигуля Сервета, Мадрид — пример смешанного использования (жильё, магазины, кафе, офисы)

Многофункциональное проектирование или смешанное использование — практика градостроительства, предполагающая возможность различного использования зданий или строительных комплексов, комбинирование и совмещение жилого, коммерческого, производственного, административного землепользования.

## История
Практика многофункционального проектирования сложилась естественно-исторически. На протяжении истории поселения людей формировались на основе принципов многофункционального проектирования. Пешее передвижение и перемещение товаров, или применение для этого тягловых домашних животных служили естественными ограничителями развития иных подходов в градостроительстве. Люди обитали в домах которые одновременно были местом проживания, работы и продажи товаров. Большинство зданий не подразделялись по своему предназначению, поэтому люди, проживающие в соседних домах, зачастую занимались разными видами трудовой деятельности. Населенным пунктам была свойственна высокая плотность, поскольку пространство, необходимое для проживания и работы, дальность перехода от места занятия одним видом деятельности к месту, предназначенному для выполнения других трудовых функций, были ограничены пешей доступностью и размерами человеческого тела. Это особенно было характерно для городских поселений. Первый этаж зданий отводился для производственных и коммерческих целей, а выше в пределах одного-двух лестничных пролетов, на втором этаже находилась сфера быта человека.
Индустриализация и промышленная революция привели к разделению мест нахождения производственной деятельности и проживания, возведению специализированных по функциональному предназначению зданий. Это и другие процессы обусловили развитие практики градостроительного зонирования, заключающейся в пространственном разделении функционально специализированных зон города. Формирование теоретических основ зонирования, представленное движением «город-сад», исходило из необходимости разрешения конфликта в практике использования городских земель. Промышленность, загрязняющая окружающую среду, небоскребы деловых центров, вызывающие психологический дискомфорт у человека — все это не должно оказывать негативного воздействия на жизнь человека. С построением системы общественного транспорта, доступностью частного автотранспорта, снижением цен на топливо расширились возможности в построении распределенного, имеющего малую плотность городского пространства.

## Современное состояние
К концу XX века идеи многофункционального проектирования города обрели новую силу и влияние. В развитых странах заметны процессы деиндустриализации городов. Проблема отделения промышленных районов от жилой зоны утрачивает актуальность. В 1961 году Джейн Джейкобс выдвинула тезис, что смешанное использование городских площадей — это необходимое и жизненное условие оздоровления городского пространства. Многофункциональное построение городских зон отразилось в частности в такой практике, когда в жилых кварталах выходящая на дорогу лицевая часть района отводится под коммерческое использование.
Кристофер Лейнбергер (Christopher B. Leinberger) отмечает существование 19 типов стандартных объектов недвижимости, представляющие интерес для инвестирования. Все эти типы, такие как бизнес-парк, торговый центр (торговый ряд) основываются на функциональном зонировании городского пространства в отличие от многофункционального проектирования. Для инвесторов и застройщиков построение городского пространства на основе принципов многофункционального проектирования по прежнему считается рискованным объектом.
Многофункциональное проектирование плохо подходит для построения частного домовладения, и гораздо эффективнее реализуется в жилых кварталах образованных многоквартирными домами.